# Террасса (футбольный клуб)
«Террасса» (кат. Terrassa FC) — испанский футбольный клуб из одноимённого города, в провинции Барселона. Клуб основан в 1906 году, домашние матчи проводит на стадионе «Олимпик де Террасса», вмещающем 11 500 зрителей. В Примере команда никогда не выступала, лучшим результатом является 5-е место в Сегунде в сезоне 1942/43.

## Сезоны по дивизионам
- Сегунда — 15 сезонов
- Сегунда B — 18 сезонов
- Терсера — 44 сезона
- Региональные лиги — 2 сезона

## Достижения
- Терсера
  - Победитель (4): 1953/54, 1961/62, 1969/70, 1974/75